# Banc de Taiwan
El Banc de Taiwan (BOT; en xinès tradicional:臺灣銀行, en pinyin: Taiwan Yínháng) és un banc amb seu a Taipei, en la República de la Xina. El banc és administrat i controlat pel Yuan Executiu de la República de la Xina.
El Banc de Taiwan es va regir sota el Govern Provincial de Taiwan fins a 1998, quan el govern va ser transferit al Ministeri d'Hisenda de la República de la Xina. En el 2001, el Banc Central de la República de la Xina (Taiwan) va assumir la tasca d'expedir el nou dòlar de Taiwan.
El Banc de Taiwan en l'actualitat gestiona un total de 169 sucursals nacionals, així com sucursals a Tòquio, Singapur, Hong Kong i la República Popular de la Xina. Les branques també s'han establert a Nova York, Los Angeles, Londres, i Sud-àfrica.
En juliol de 2007, el Banc de Taiwan es va fusionar amb el Central Trust of Xina (中央信託局) com a part d'un paquet de reformes financeres del govern.
El banc segueix funcionant com una empresa independent, fent-se càrrec d'alguns aspectes en les activitats bancàries. En gener de 2008, el banc es va convertir en part del Taiwan Financial Group (臺灣金融控股公司), que també té el BLand Bank of Taiwan, el Taipei Export-Import Bank of China, BankTaiwan Securities i el Bank Taiwan Life Insurance.